# Devon White
Devon Markes White (Kingston, Jamaica, 29 de diciembre de 1962), más conocido como Devon White, es un exjugador profesional jamaiquino de béisbol que se desempeñó en la posición de jardinero central en las Grandes Ligas de Béisbol (MLB). Logró obtener siete Guantes de Oro.

## Carrera
White jugó como profesional seis temporadas en California Angels (1985-1990), después pasó por varios equipos, Toronto Blue Jays (1991-1995), Florida Marlins (1996-1997), Arizona Diamondbacks (1998), Los Angeles Dodgers (1999-2000), y finalmente, se unió a Milwaukee Brewers, donde jugó una temporada (2001), y fue el equipo en el que se retiró.

## Premios
Fue galardonado con el Guante de Oro en siete oportunidades (1988, 1989, 1991, 1992, 1993, 1994 y 1995).